# Iglesia de Nuestra Señora del Carmen (San Fernando, Chile)
La Iglesia de Nuestra Señora del Carmen (también conocida como Iglesia de Los Carmelitas) es un templo católico ubicado en la ciudad de San Fernando, Región del Libertador General Bernardo O'Higgins, Chile. Perteneciente a la Orden de los Carmelitas Descalzos, quienes tomaron posesión el 8 de septiembre de 1929, fundaron en la ciudad el 4 de septiembre de 1930 y fue erigida como Parroquia el 27 de diciembre de 1966 por el Obispo Eduardo Larraín, desmembrándola de la Parroquia San Fernando Rey.

## Historia
En San Fernando existía una Casa de Ejercicios con capilla pública, bajo la advocación del apóstol San Bernabé, que había sido erigida el 19 de agosto de 1864 por el señor Arzobispo de Santiago Rafael Valentín Valdivieso. Posteriormente se le dio el título de Casa de Ejercicios de Obreros de San José, dedicándola a promover el apostolado católico entre obreros y campesinos, siendo administrada por las Adoratrices del Santísimo Sacramento y abandonándola posteriormente por falta de medios de subsistencia, ya que la población era muy pequeña por esa época, quienes se retiraron el día 1 de septiembre de 1929.
El Padre Lázaro de la Asunción en su libro Historia de la Orden del Carmen Descalzo en Chile Tomo II (1936) indicó que a los siete meses del establecimiento de los Padres Carmelitas Descalzos en la ciudad de San Fernando (1929), con autorización del señor Obispo Larraín; otorgaba su licencia la Sagrada Congregación para erigir canónicamente la fundación. El 12 de abril de 1930, el General, facultado por la Sagrada Congregación, la erigía canónicamente y la declaraba erigida. Posteriormente el levantamiento canónico de su fundación se concretó el 4 de septiembre de 1930.
La primera Conventualidad, fue la siguiente: Como Presidente, el Padre Eladio de Jesús Maria; y los Padres Quirino del Niño Jesús, Adolfo de San José y José Cruz del Espíritu Santo, más el Hermano Serafín de San José, como conventuales.
Por voluntad del señor Obispo Larraín fue titular de la fundación Santa Teresita del Niño Jesús.
El 27 de diciembre de 1966 fue erigida como Parroquia por el Obispo Eduardo Larraín, desmembrándola de la Parroquia San Fernando Rey, siendo su primer párroco el Padre Kepa Bilbao Laca, haciéndose efectivo el 15 de enero de 1967.
Durante el siglo XX funcionó el Kindergarten El Carmen, dividido en tres niveles: medio menor, pre kinder y kinder; y la Academia de Corte, Confección y Peinado.

## Descripción
El primer altar del Niño Jesús de Praga fue consagrado en la Iglesia que se erigía en Calle Rancagua de la ciudad de San Fernando, en el día de La Cruz (santoral de ese tiempo), el 1 de septiembre de 1935, por el señor Obispo Rafael Lira Infante, siendo tomada como fecha fundacional de la iglesia.
Con el transcurso de los años, se hizo necesaria la construcción de un nuevo templo ahora ubicado en Avenida Bernardo O’Higgins, colocando la primera piedra el Padre Juan Bautista Echeverría el 12 de octubre de 1958, continuando la edificación los Padres Jerónimo Garay, Eusebio María Jáuregui y finalizada por el Padre Modesto Iturbe, que presidió su inauguración en octubre del año 1963, con la nueva y bella imagen de Nuestra Señora del Carmen que preside el altar, la cual, está tallada en madera y fue traída desde España.
Tal como indicó el Padre Hernán Vallejo Tobón (2012), el templo fue construido en estructura metálica, estilo moderno y líneas sobrias, muy funcional; fue ornamentada con vitrales fabricados en Barcelona, España.
El templo de la Parroquia Nuestra Señora del Carmen de San Fernando tiene los siguientes elementos:
- 1 imagen de la Virgen del Carmen de 2,30 metros de alto.

- 16 Vitrales de 2,40 x 1.20 c/u.; 32 Paravitrales o juegos de vidrios para los extremos de los Vitrales, de 1,20 x 1,20 c/u.
- 1 Vía Crucis (14 Estaciones en 14 maderas de castaño con un medallón en el vertical de 0,80 x 0,30 c/u.).[6]

## Capillas dependientes
La Parroquia Nuestra Señora del Carmen de San Fernando tiene a su cargo las siguientes capillas que corresponden a su jurisdicción:
| Capilla                                         | Sector                | Ubicación                                                      |
| ----------------------------------------------- | --------------------- | -------------------------------------------------------------- |
| Capilla San José de Agua Buena                  | Agua Buena            | 34°39′00″S 70°51′14″O / -34.65011843520761, -70.85388940947448 |
| Capilla Nuestra Señora del Carmen               | Talcarehue            | 34°38′36″S 70°53′27″O / -34.64342569161643, -70.89078472916654 |
| Capilla San Juan de la Cruz                     | Talcarehue Bajo       | 34°38′00″S 70°54′53″O / -34.63323437118869, -70.9147310012798  |
| Capilla Santa Teresita del Niño Jesús de Liseux | Población Emergencia  | 34°35′50″S 70°58′13″O / -34.59723546406532, -70.97022695370482 |
| Capilla Santa Teresa de Los Andes               | Villa Real            | 34°35′46″S 70°58′40″O / -34.59612042393288, -70.97768068255911 |
| Capilla Niño Jesús de Praga                     | Población Los Huertos | 34°36′43″S 70°59′11″O / -34.61182184813238, -70.98649668254014 |